# Домът на Фостър за въображаеми приятели
„Домът на Фостър за въображаеми приятели“ (на английски: Foster's Home for Imaginary Friends) е американски анимационен сериал създаден от Крейг Маккрекън, който също създаде „Реактивните момичета“. Анимацията е продуцирана от Картун Нетуърк Студиос и е спечелила общо пет награди „Еми“ и две „Ани“. Обикновено се излъчва по всеки CN в света, даже и по британския Boomerang. Първият епизод е излъчен на 13 август 2004 г. по американския Cartoon Network като 90-минутен филм, последван от епизоди с продължителност половин час. Също на Деня на благодарността (27 ноември 2008 г.) се излъчи отново 90-минутен филм. В началото на 2008 г. втория 90-минутен филм трябваше да е последния епизод, но плана се промени и след излъчването на филма ще се излъчат още няколко епизода, за да станат общо 13 епизода в последния сезон. Последният епизод е „Довиждане на Блу“ (Goodbye to Bloo) и се излъчи на 3 май 2009 г.

## За града и дома
„Домът на Фостър за въображаеми приятели“ се намира на адрес „1123 Уилсън Уей“, но не се знае в кой град и щат се намира, но е някъде в Съединените американски щати. В епизода на Реактивните момичета „Реактивните момичета рулират“ Мак и Блу бяха видени в един кадър с класа на момичетата. Също в един епизод на „Домът на Фостър“ започва с един репортер, който казва „Градът на...“ Възможно е и те да живеят в Таунсвил. Градът сигурно има море. Основателят на града е Елууд П. Доуд. Мотото на дома е „Където добри идеи не са забравени.“

## Героите
- Блурегард Кю Казу или просто Блу е въображаемия и най-добър приятел на Мак. Когато Мак бил на 3 годинки, той създал Блу. Блу често обича да набутва другите в бели и неприятности, и Мак често го скастря за това.
- Мак е създателят на Блу. Мак живее с майка си и големия си брат Терънс.
- Уилт е висок въображаем приятел, който е имал инцидент по време на баскетболен мач и затова лявото му око е изкривено, и лявата му ръка счупена. Уилт е много любезен, умее да се извинява, и помага на всеки в нужда. Той обича баскетбола и е създаден от Джордън Майкълс.
- Едуардо е въображаем приятел, който има големи рога, лилава козина, сиви панталони и казва някои думи на испански. Доста е страхлив иначе, въпреки плашещия си вид. Той е създаден от Нина Валероса, която е станала полицай, когато е пораснала. Едуардо обича картофи. Той се плаши от всякакви насекоми, от тъмното и др.
- Коко е въображаемо кокошоподобно, което може само да казва и пише думата „коко“. Тя е открита на един остров и е създадена от двама братя изследователи. Може да снася цветни пластмасови яйца, които могат да съдържат всякакви предмети вътре, в помощ на останалите.
- Францес (Франки) Фостър или просто Франки върши почти всички домакински задължения в къщата (миене, пране, готвене, сервиране, отсервиране), тя е внучката на Мадам Фостър. Тя ненавижда домакинската работа и правилата, които господин Херимен е наложил за всички в дома. Франки си има свой компютър.
- Г-н Херимън е голям заек, който е въображаемия приятел на Мадам Фостър. Той е президентът на къщата. Обича да се спазват всички правила и да са свършени задълженията в къщата, за което и често се кара както на Франки, така и на Блу.
- Мадам Фостър е основала Домът на Фостър за въображаеми приятели. Тя е създала господин Херимен, когато е била малко момиче. На моменти му се кара в опит да го накара да се държи по-любезно с другите.
- Терънс е по-големия брат на Мак. Той има въображаем приятел, наречен Ред. Терънс мрази Мак и Блу, и обича да ги тормози. Веднъж дори се съюзява с Дукеса, в опит да елиминират Блу, за да може Дукеса да бъде осиновена от някого и да напусне дома.
- Дукеса е грозен на вид въображаем приятел. Тя е много мързелива и много се изнервя, почти не излиза от стаята си. Изисква от Франки да ѝ пере и чисти всичко както трябва, и не дружи с абсолютно никой от приятелите в дома. Много желае да бъде осиновена и да го напусне.
- Сирене е въображаем приятел на Луиз (или Луси за прякор), която е съседката на Мак. Сирене често казва „Обичам шоколадово мляко.“ и „Обичам каша.“ Мак го поверява на Блу, който го намира за пълна досада, и въобще приятелите в къщата мразят, когато той отива при тях, тъй като им създава проблеми.
- Гу е приятелка на Мак и Блу. Тя се е кръстила сама Гу Гу ГаГа, защото когато е била бебе, тя само това е знаела да говори. Тя има грамадно въображение и е създала над 750 въображаеми приятели.

## Актьорски състав
- Кийт Фъргюсън – Блу
- Шон Маркет – Мак
- Кенди Майло – Мадам Фостър, Чийз и Коко
- Том Кени – Едуардо
- Фил Ламар – Уилт
- Грей ДеЛайл – Франки, Дукеса и Гу
- Том Кейн – господин Херимън
- Тара Стронг – Терънс

Други гласове
- Кевин Макдоналд
- Джеф Бенет
- Кевин Майкъл Ричардсън
- Даран Норис
- Дий Брадли Бейкър
- Джес Харнел
- Макс Бъркхолдър

## Видеоигра
Big Fat Awesome House Party е онлайн игра на Картун Нетуърк с героите от „Домът на Фостър за въображаеми приятели“. За разлика от MMORPG, тук играещите не могат да си взаимодействат пряко. Играта започва на 15 май 2006 г. За участие е необходима регистрация, която е безплатна. Основна цел на играещия е да отиде на приключение с Блу, за което трябва да изпълни определен брой задачи.

## „Домът на Фостър за въображаеми приятели“ в България
В България сериалът започва излъчване на 1 октомври 2009 г. по локалната версия на Cartoon Network, всеки делничен ден от 05:40, 09:50 и 14:00 и 20:40, а в събота и неделя от 05:40 и 14:00 и 20:40.

### Нахсинхронен дублаж
| Роля          | Изпълнител |
| ------------- | --- |
| Блу           | Георги Стоянов |
| Мак           | Мина Костова |
| Франки Фостър | Светлана Смолева |
| Уилт          | Пламен Пеев |
| Едуардо       | Георги Тодоров |
| Г-н Херимън   | Стефан Стефанов |
| Мадам Фостър  | Варвара Панкова |
| Терънс        | Росен Русев |
| Дукеса        | Албена Михова |
| Сирене        | Татяна Етимова |
| Гу Гу ГаГа    | Надя Полякова |
| Други гласове | Мариета Петрова Анатолий Божинов Георги Иванов Георги Спасов Петър Върбанов Пламен Чернев Стоян Алексиев Тодор Георгиев |

| Обработка              | Александра Аудио |
| ---------------------- | ---------------- |
| Изпълнителен продуцент | Васил Новаков    |